# Драшко Станивуковић
Драшко Станивуковић (Бања Лука, 21. мај 1993) српски је политичар. Садашњи је градоначелник Бање Луке и председник Партије демократског прогреса (ПДП). Бивши је народни посланик у Народној скупштини Републике Српске и одборник у Скупштини града Бања Лука.

## Биографија
Драшко (Драган) Станивуковић је рођен 21. маја 1993. године у Бањој Луци, Република Српска. У родном граду је завршио Основну школу „Алекса Шантић” и Гимназију. Студент је бањалучког Економског факултета и бави се политиком од 18. године.
Најмлађи је изабрани посланик у Народној скупштини Републике Српске. На општим изборима 2018. добио је појединачно највећи број гласова од свих кандидата за народне посланике. На локалним изборима 2020. у Бањој Луци као кандидат коалиционих партија ПДП и СДС изабран је за градоначелника побиједивши Игора Радојичића, кандидата испред СНСД-а.
Средином августа 2023. године, као градоначелник Бања Луке, забранио је наступ неколицини музичара из Београда, нарочито реп двојцу Десингерици и Пљугици, због наводне промоције погрешних вриједности. Он је појаснио свој потез тако што је објаснио да је забранио примитивизам, а не уметност.
Одабран је за предсједника ПДП-а 15. децембра 2024. године.

## Награде
- 2021. - Признање Ћирилична даровница, манифестације Ћирилична баштина Бајина Башта  – за изузетан допринос у очувању и промоцији ћирилице, српског језика и писма и због мера које су донете у Бања Луци у циљу заштите ћирилице.[7][8]